# بخش اسکیئوتو (شهرستان جکسون، اوهایو)
بخش اسکیئوتو (به انگلیسی: Scioto Township) یک منطقهٔ مسکونی در ایالات متحده آمریکا است که در شهرستان جکسون، اوهایو واقع شده‌است.
 بخش اسکیئوتو ۱۰۹٫۷ کیلومتر مربع مساحت و ۱٬۹۲۱ نفر جمعیت دارد و ۲۵۵ متر بالاتر از سطح دریا واقع شده‌است.